# Boris Mikhailovich Shaposhnikov
Boris Mikhaylovich Shaposhnikov (tiếng Nga: Борис Михайлович Шапошников) (sinh ngày 2 tháng 10, lịch cũ 20 tháng 9 năm 1882, mất ngày 26 tháng 3 năm 1945) là một chỉ huy cao cấp của Hồng quân được phong hàm Nguyên soái Liên Xô trong đợt thứ 2 năm 1940.

## Sơ lược tiểu sử
Boris Shaposnhikov sinh năm 1882 tại thành phố Zlatoust thuộc tỉnh Chelyabinsk, Đế quốc Nga.
Năm 1901, ông nhập ngũ và vào đến năm 1910 thì tốt nghiệp Học viện Bộ Tổng tham mưu mang tên Nikolai. Trong vai trò chỉ huy một sư đoàn vệ binh Kavkaz chiến đấu trong Chiến tranh thế giới thứ nhất, Shaposhnikov được thăng hàm Đại tá.
Năm 1917, Cách mạng tháng Mười nổ ra, Shaposhnikov gia nhập Hồng quân. Ông là một trong những chỉ huy đầu tiên của Hồng quân được đào tạo bài bản về quân sự, vì vậy năm 1921 Shaposhnikov được cử vào làm việc tại Bộ Tổng tham mưu Hồng quân. Năm 1925 ông chuyển sang làm Tư lệnh Quân khu Leningrad. Từ năm 1928 đến năm 1932 ông là Tư lệnh Quân khu Moskva và sau đó là Quân khu Privolzhsk.
Năm 1932 Shaposhnikov được cử làm Giám đốc Học viện Quân sự Frunze, đến năm 1935 thì ông quay trở lại làm tư lệnh quân khu ở Leningrad. Năm 1937 Shaposhnikov được cử làm Tổng tham mưu trưởng Hồng quân thay thế cho Nguyên soái Aleksandr Ilyich Yegorov, người bị huyền chức và tử hình sau đó trong cuộc Đại thanh trừng. Ngày 7 tháng 5 năm 1940, cùng với Semyon Timoshenko và Grigory Ivanovich Kulik, Shaposhnikov được phong hàm Nguyên soái Liên bang Xô viết trong đợt phong hàm lần thứ hai của Liên Xô.
Có một điều đặc biệt là tuy giữ trọng trách trong Hồng quân, mãi đến năm 1930 Shaposhnikov mới gia nhập Đảng Bolshevik. Mặc dù xuất thân là sĩ quan cấp cao của quân đội Nga hoàng, nhưng ông vẫn được Stalin tin tưởng, trong ngăn kéo bàn làm việc của Stalin luôn có tác phẩm quan trọng nhất của Shaposnikov, cuốn Mozg Armii (tiếng Nga: Мозг армии, "Bộ não của quân đội"). Một lý do giải thích cho sự tin tưởng đặc biệt này là khảo luận "Về chiến dịch Vistula" năm 1924 của ông biện minh cho vai trò của Stalin trong thất bại của cuộc tấn công Vistula năm 1920 - thất bại gây ra nhiều tranh cãi và chia rẽ trong Hồng quân và chỉ chấm dứt cùng với cuộc Đại thanh trừng.

## Đóng góp trong vai trò Tổng Tham mưu trưởng
Rất may mắn cho Hồng quân nói riêng và Liên Xô nói chung, Shaposhnikov là một vị chỉ huy tài năng và rất biết cách lãnh đạo. Ông đã kết hợp tài năng của mình và sự tin tưởng từ Stalin để gây dựng lại đội ngũ chỉ huy của Hồng quân vốn bị thiệt hại nặng nề sau cuộc Đại thanh trừng. Tháng 5 năm 1939, Quân đội Nhật Bản tiến hành các hoạt động khiêu khích và đòi hỏi một hành động đáp trả thích đáng, ông đã cùng với Timoshenko tiến cử Zhukov, lúc này đang là một chỉ huy cấp Quân đoàn, sang khu vực Viễn Đông và sau đó Zhukov đã thực hiện chiến dịch Khalkhyn Gol thắng lợi.
Năm 1939, Stalin đồng ý với kế hoạch của Shaposhnikov trong việc nhanh chóng xây dựng lại sức mạnh cho Hồng quân. Tuy kế hoạch này không kịp hoàn thành trước Chiến dịch Barbarossa của quân đội Đức Quốc xã, nó cũng bước đầu có hiệu quả và giúp Liên Xô không sụp đổ hoàn toàn trước sức tấn công của người Đức.
Do tình trạng sức khỏe, tháng 8 năm 1940 Shaposhnikov phải từ chức Tổng tham mưu trưởng nhưng phải quay lại chức Tổng tham mưu trưởng trong khi quân đội Đức bắt đầu tấn công Liên Xô vào ngày 29 tháng 7 năm 1941 (sau khi Đại tướng Zhukov xin thôi chức Tổng tham mưu trưởng). Trong thời gian đầu Chiến tranh Vệ quốc vĩ đại, Shaposhnikov còn là Phó ủy viên nhân dân phụ trách Quốc phòng (tương đương Thứ trưởng Bộ Quốc phòng) và thành viên Tổng hành dinh (Stavka). Đầu năm 1943, do sức khỏe quá sa sút, ông phải rút khỏi các vị trí quan trọng này nhưng vẫn tiếp tục là Giám đốc Học viện quân sự Voroshilov. Boris Shaposhnikov mất ngày 26 tháng 3 năm 1945 mà chưa kịp nhìn thấy chiến thắng cuối cùng của Hồng Quân.